# Кюрди в Истанбул
Кюрдите в Истанбул (на кюрдски: Kurdên Stembolê, на турски: İstanbul'daki Kürtler) са най-голямата по численост етническа група след турците в Истанбул, като техният брой се оценява от 3 до 4 милиона души. Самият град се приема за град с най-голямо кюрдско население в света, поради това се смята за най-големият кюрдски град.

## История
В Истанбул се създават първите кюрдски културни и политически асоциации. По време на управлението на Абдул Хамид II (1876 – 1909) кюрдите започват да издават литература, свързана с положението си в Истанбул. През 1918 г. кюрдски интелектуалци основават в града Обществото за възхода на Кюрдистан.
През 1913 г. в Истанбул се публикува кюрдско списание. През 90-те години на XX век кюрди, изгонени от селата си от турските военни, се заселват в околия Есенюрт в Истанбул. През март 1995 г. в Истанбул избухват бунтове на кюрдите.

## Численост
Броят на кюрдите в началото на XX век се оценява на около 10 хиляди души, които са съставени от аяни и техните семейства, но също и от някои работници. През 1995 г. кюрдската организация Human Rights Watch изчислява, че кюрдите в Истанбул наброяват около 2 милиона души. През 1996 г. Сервет Мутлу изчислява, че кюрдите в Истанбул са около 594 хил. души (или 8,16%) вместо често посочваните 1,5 милиона души. През 1998 г. германското външно министерство заявява, че в Истанбул има 3 милиона кюрди. През 1997 г. американският дипломат Джон Тирман смята твърдението на служител на ПКК за 4 милиона кюрди в Истанбул за „преувеличено“.
Според проучване на KONDA от 2019 г. кюрдите съставляват около 17% от общото възрастно население на Истанбул, които са турски граждани.

### Квартали
Компактни кюрдски общности има в:
- квартал „Карайоларъ“ (околия Газиосманпаша), където са мнозинство;[15]
- околия Есенюрт;[8]
- квартал „Тарлабашъ“, околия Бейоглу;
- околия Фатих;
- околия Багджълар;
- околия Зейтинбурну;
- квартал „Канаря“, Кючюкчекмедже